# Stok usypiskowy
Stok usypiskowy – jest to stok, którego powstanie ściśle związane jest z występowaniem ściany skalnej. Usypisko tworzą zazwyczaj ostrokrawędziste fragmenty rumoszu, które powstają w wyniku mechanicznego wietrzenia ściany skalnej. Fragmenty te odpadają i następnie gromadzą się na nachylonej powierzchni poniżej ściany skalnej. Wraz z postępującą denudacją ściana skalna cofa się, a świeży materiał skalny przestaje być dostarczany. Aktywność tego rodzaju stoków objawia się zazwyczaj poprzez dostarczanie nowego materiału lub powolnym grawitacyjnym przemieszczaniem się całości lub części materiału w obrębie całej pokrywy. Tego typu stoki powstają zazwyczaj w klimacie peryglacjalnym, gdzie w warunkach zimnego klimatu dochodzi do przekształceń powierzchni stokowych przez wietrzenie mechaniczne (fizyczne) wychodni skalnych. Stoki usypiskowe są nieodłączną częścią każdego środowiska wysokogórskiego. Ich rozwój zależy głównie od budowy geologicznej, ukształtowania terenu, procesów wietrzeniowych, zdarzeń hydrometeorologicznych oraz transportu i akumulacji materiału skalnego w obrębie stoku. Istotne mogą też być procesy tektoniczne oraz zmiany zasięgu lodowców (wpływ procesów występujących w strefach peryglacjalnych. 

## Stoki usypiskowe występują m.in.
- na Spitsbergenie
- w Polsce – na Ostrzycy, Muchowskich Wzgórzach, w Tatrach